# Ndogkohi
Ndogkohi ou Ndokohi est un village de la Région du Littoral du Cameroun, situé dans la commune d'Édéa Ier. On y accède par la route qui lie Edéa à Dehane puis vers Ndogkohi par la rive droite du Nyong.

## Population et développement
En 1967, la population de Ndogkohi était de 239 habitants. La population de Ndogkohi était de 200 habitants dont 102 hommes et 98 femmes, lors du recensement de 2005. Elle est essentiellement composée de Bassa. 